# Иванов, Николай Васильевич (музеевед)
Никола́й Васи́льевич Ивано́в (20 сентября 1921, Кожласола, Сернурский кантон, Марийская автономная область, РСФСР — 28 августа 2012, г. Йошкар-Ола, Марий Эл, Россия) — советский и российский деятель науки, музеевед, географ, таксидермист, краевед, общественный деятель. Заведующий отделом природы Марийского республиканского научно-краеведческого музея (1956—1987). Преподаватель Марийского государственного педагогического института им. Н. К. Крупской (1963—1971) и Марийского государственного университета (1972—1993). Председатель Марийской фенологической комиссии Географического общества АН СССР с 1959 года. Действительный член Географического общества АН СССР, почётный член Всероссийского общества охраны природы. Автор герба г. Йошкар-Олы (1968—2008). Заслуженный работник культуры Марийской АССР (1977). Участник Великой Отечественной войны.

## Биография
Родился 20 сентября 1921 года в д. Кожласола ныне Сернурского района Марий Эл в семье учителя. С 1928 по 1936 год учился в Марисолинской 7-летней школе родного района, в 1936—1939 годах — в Сернурском педагогическом училище.
Осенью 1939 года был призван в РККА, служил в должностях сержантского и офицерского составов. Участник Великой Отечественной войны: в 1941 году был на Западном фронте старшим электромехаником и командиром взвода, в 1942 году — на Юго-Западном фронте начальником зарядной станции гвардейских миномётов («Катюша»), в 1943 году — на Западном фронте командиром миномётного расчёта. В 1942 году был ранен в станице Петропавловской Воронежской области и госпитализирован. После лечения в госпитале Н. В. Иванов в составе пехотного полка направлен на фронт на Смоленском направлении. В августе 1943 года под Смоленском был вновь ранен. В апреле 1944 года уволен из рядов армии по ранению как инвалид Отечественной войны.
В 1944—1949 годах учился в Поволжском лесотехническом институте им. М. Горького по специальности «инженер лесного хозяйства». С 1949 по 1952 год и в 1955 году работал специалистом по пчеловодству в аппарате Министерства сельского хозяйства Марийской АССР, с 1952 по 1955 год — инженером гидрометбюро «Йошкар-Ола». В период с декабря 1955 года по июль 1956 года из-за болезни находился на временных работах: в художественно-производственных мастерских Марпромсовета, на выставке достижений сельского хозяйства республики.
В марте 1956 года принят в Научно-краеведческий музей Марийской АССР (ныне — Национальный музей Республики Марий Эл им. Т. Евсеева) на должность методиста-экскурсовода. Затем работал фотографом, художником-оформителем, в июле 1956 года возглавил отдел природы, где проработал до 1987 года.
С 1963 по 1971 год Н. В. Иванов занимался преподавательской деятельностью в Марийском государственном педагогическом институте им. Н. К. Крупской, а с 1972 по 1993 годы — в Марийском государственном университете. В эти годы руководил курсовыми и дипломными работами студентов биолого-химического факультета, читал лекции по фенологии. Им разработана учебная программа (спецкурс) по фенологии.

## Научно-музееведческая деятельность
В период работы в музее им созданы экспозиции отдела природы с неповторимыми экологическими диорамами и биогруппами. Экспозиции отдела природы, оформленные под его руководством, получили высокую оценку со стороны Научно-исследовательского института культуры РСФСР, Министерства культуры РСФСР, научной общественности республики, а также многочисленных посетителей музея. За время работы в музее являлся организатором и участником многочисленных геологических, зоологических и ботанических экспедиций, проводил научно-исследовательскую и собирательскую работу по исследованию природы Марийского края, тем самым накопив ценный научный материал по местным природным достопримечательностям.
В 1959 году организовал и возглавил фенологическое бюро при отделе природы музея — Марийскую фенологическую комиссию. Решением Президиума Географического общества СССР от 9 марта 1965 года (протокол № 16) Марийская фенологическая комиссия была включена в состав фенологической сети Географического общества СССР.
В течение 45 лет вёл регулярные наблюдения над сезонным развитием природы в окрестностях г. Йошкар-Олы и приложил немало усилий к организации фенологических наблюдений в республике. По результатам наблюдений были составлены календари природы по пунктам наблюдений в деревнях Актаюж Килемарского района, Василёнки Сернурского района, Ташнур Звениговского района и городе Йошкар-Оле. И все эти календари природы были опубликованы Академией наук СССР в книге «Сезонная жизнь природной равнины» в 1973 году.
Николай Васильевич возглавлял научные экспедиции по изучению растительности в зонах предстоящего затопления при строительстве Чебоксарской ГЭС. Специальная экспедиция была проведена на лесной кордон Выжум Юринского района с целью сбора материалов по животному миру для изготовления музейных экспонатов (чучела животных), о природе Марийского края. Материалы, полученные в ходе экспедиций, были включены в экспозицию отдела природы и значительно пополнили фонды музея.
Имея большой опыт научно-исследовательской, экспозиционной и собирательской работы, Н. В. Иванов оказывал методическую помощь общественным музеям республики в создании экспозиций, давал консультации по вопросам организации музейного дела, изготовлению чучел, изучению сезонных явлений природы.
Автор 57 научных статей по вопросам изучения природы края, 29 из которых были опубликованы в сборниках научных трудов Географического общества АН СССР, Марийского научно-краеведческого музея, Марийского республиканского общества охраны природы.
Для школ Марийской АССР написал учебник «География Марийской АССР» (1979), который выдержал 10 изданий. Этот учебник был одобрен Географическим обществом России, Президиум Географической Академии наук наградил его Почётной грамотой.
В ходе многолетних фенологических наблюдений за сезонными явлениями природы Н. В. Иванов стал соавтором «Календаря природы нечернозёмной зоны РСФСР», изданного в 1979 году Академией наук СССР. Многочисленные наблюдения натуралистов республики также легли в основу раздела «Климат и фенология» и всей экспозиции отдела природы музея.
Известен как автор герба Йошкар-Олы. В 1968 году участвовал в конкурсе на лучший проект герба и выиграл его. На всесоюзной конференции по геральдике (Москва) геральдической символике Йошкар-Олы присуждено 20-е место из 480 гербов городов СССР. Этот герб просуществовал до 2008 года — 40 лет.

## Общественная деятельность
Избирался депутатом Йошкар-Олинского городского Совета депутатов трудящихся (1967 год). Работал в составе Комиссии по культуре при горсовете, неоднократно избирался председателем месткома, первичных организаций ДОСААФ и общества охраны природы, членом президиума Республиканского общества охраны природы.
Действительный член Географического общества АН СССР. Почётный член Всероссийского общества охраны природы.

## Основные научные труды
Далее перечислены основные научные труды Н. В. Иванова:
- Иванов Н. В., Моторов А. В. География Марийской АССР: Учеб. пособие для 7-8 классов / Н. В. Иванов, А. В. Моторов. — 7-е изд. — Йошкар-Ола: Марийское кн. изд-во, 1979. — 72 с[10].
- Очерки о животных Марийской АССР: [Сборник] / Науч.-краевед. музей Марийской АССР; Сост. Н. В. Иванов. — Йошкар-Ола: Марийское кн. изд-во, 1983. — 147 с[11].
- Иванов Н. В. География Республики Марий Эл: учеб. пособие для общеобразоват. шк. / Н. В. Иванов. — Йошкар-Ола: Мар. кн. изд-во, 2004. — 143 с.
- Иванов Н. В. Земли моей лицо живое. — Йошкар-Ола, 2010[1].
- Иванов Н. В. Календарь природы Марий Эл. — Йошкар-Ола, 2012. — 40 с.[8]

## Звания и награды
- Заслуженный работник культуры Марийской АССР (1977)[1]
- Орден Отечественной войны I степени (1985)[1]
- Медаль «За отвагу» (30.04.1975)[12]
- Медаль «За оборону Москвы»[5]
- Медаль «За победу над Германией в Великой Отечественной войне 1941—1945 гг.»[5]
- Юбилейная медаль «Двадцать лет Победы в Великой Отечественной войне 1941—1945 гг.»
- Юбилейная медаль «Тридцать лет Победы в Великой Отечественной войне 1941—1945 гг.»
- Юбилейная медаль «Сорок лет Победы в Великой Отечественной войне 1941—1945 гг.»
- Юбилейная медаль «50 лет Победы в Великой Отечественной войне 1941—1945 гг.»
- Юбилейная медаль «60 лет Победы в Великой Отечественной войне 1941—1945 гг.»
- Нагрудный знак Президиума Всероссийского общества охраны природы «За охрану природы России»[5]
- Почётная грамота Президиума Верховного Совета РСФСР (1980)[1]
- Почётная грамота Президиума Верховного Совета Марийской АССР (1965)[1]
- Почётная грамота Совета Министров Марийской АССР и Марийского ОК КПСС (1971)[5]
- Почётная грамота Министерства культуры СССР (1970)[13]
- Почётная грамота Географического общества АН СССР (1967, 1976, 1987)[5]
- Почётная грамота Географического общества АН РФ (1996)[5]
- Почётная грамота Министерства культуры, печати и по делам национальностей Республики Марий Эл (2001) — за вклад в развитие национальной школы и реализацию программы «Учебная книга»[6]

## Память
- 20 сентября 2011 года в Национальном музее Республики Марий Эл им. Т. Евсеева состоялось чествование Н. В. Иванова, которому исполнилось 90 лет. В рамках мероприятия состоялась встреча с учёным, открытие выставки «Музей — моя судьба» (научные труды, фотоматериалы, документальные материалы из фондов музея и личного архива Н. В. Иванова, а также чучела зверей и птиц)[9].
- 20 сентября 2021 года в Национальном музее Республики Марий Эл им. Т. Евсеева к 100-летию со дня рождения Н. В. Иванова состоялось открытие стационарной выставки «Всему начало здесь, в краю моём родном…»[14].